# Cromatografía líquida

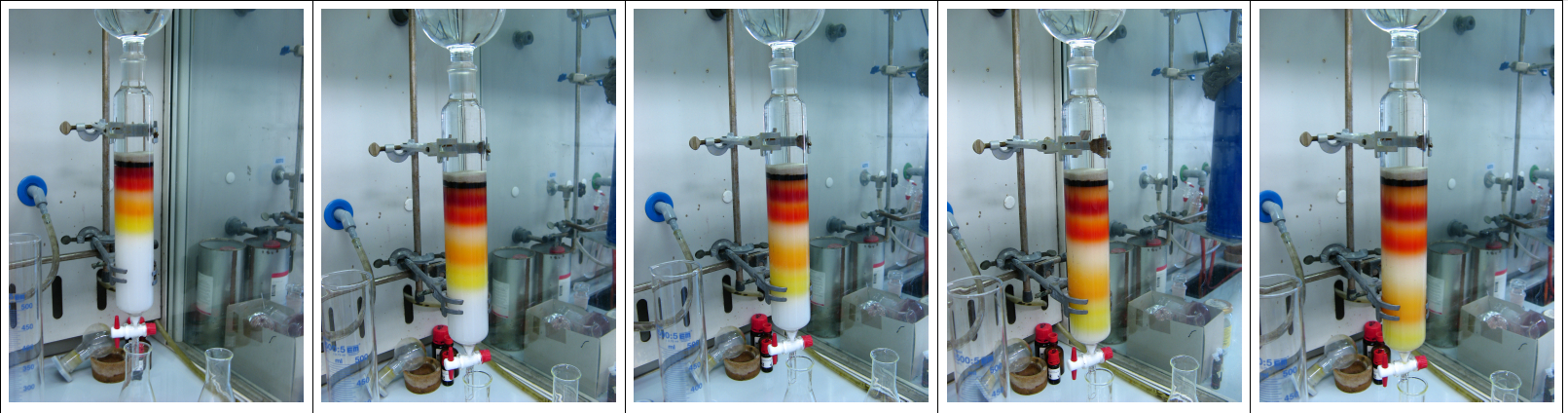
Secuencia de una separación cromatográfica en columna con elución por gravedad.

La cromatografía líquida, también conocida como cromatografía de líquidos, es un método físico-químico de separación de sustancias químicas presentes en mezclas más o menos complejas. Es una de las técnicas de separación más ampliamente utilizadas, con aplicación en numerosas ramas de la ciencia y se basa en las diferencias de afinidad que tienen las moléculas químicas cuando entran en contacto e interaccionan con determinadas sustancias que se encuentran en un lecho estático, denominado comúnmente fase estacionaria. El nombre de cromatografía líquida proviene del hecho de que los diferentes componentes de la mezcla que van a ser separados, fluyen a través de la fase estacionaria transportados por un disolvente líquido (agua, metanol, cloroformo, etc. o mezclas de varios de ellos) que recibe el nombre de fase móvil, que actúa como eluyente. Pequeñas diferencias de las interacciones entre los solutos y las fase estacionaria, hace que estos migren a diferente velocidad. Las sustancias que interaccionan menos, permanecen más tiempo libres en la fase móvil avanzando más rápidamente con el fluir de la misma. Por el contrario, las que quedan más unidas a la fase estacionaria, debido a su mayor interacción, avanzan más lentamente y por lo tanto tardarán más en salir. Si el lecho en el que se encuentra la fase estacionaria es suficientemente largo, los componentes de la mezcla pueden llegar a separarse en su totalidad. La cromatografía líquida puede utilizarse para eliminar interferencias, aislar sustancias o purificar compuestos químicos (cromatografía preparativa) o también puede utilizarse con fines de análisis químico (cromatografía analítica).

## Tipos y modalidades de separación en cromatografía líquida
Existen dos técnicas de separación mediante cromatografía líquida, basadas en la forma en que se configura el lecho de fase estacionaria:

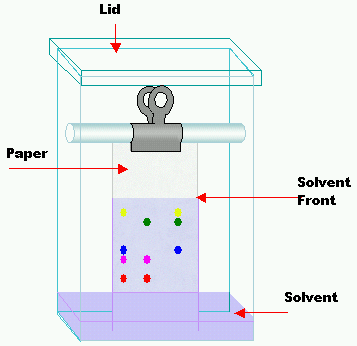
Cromatografía plana. Dispositivo y desarrollo de un cromatograma

- Cromatografía plana. Si la fase estacionaria está sobre una superficie plana, generalmente sobre un soporte de vidrio o lámina de aluminio, o si  la misma fase estacionaria es un papel poroso especial. El flujo de la fase móvil se consigue por capilaridad. Puede ser de dos tipos: 
  - Cromatografía en capa fina, (TLC).
  - Cromatografía en papel
- Cromatografía líquida en columna. La fase estacionaria se encuentra en el interior de un tubo cilíndrico. El flujo de fase móvil que circula a través de la fase estacionaria se consigue por gravedad o por presión mediante bombeo del eluyente. Es la forma más habitual de cromatografía líquida.

Con independencia de que la separación se lleve a cabo en plano o en columna, las interacciones producidas entre los solutos y la fase estacionaria, que permiten la separación de estos, obedecen a diferentes mecanismos físico-químicos que a la vez dan nombre a la técnica cromatográfica utilizada:
- Adsorción. La separación se basa en fenómenos de superficie de tipo fuerzas de Van der Waals y enlaces de hidrógeno. La fase estacionaria presenta centros activos con dipolos permanentes o inducidos o también terminales con radicales -OH libres. La modalidad o técnica cromatográfica basada en este mecanismo de separación recibe el nombre de cromatografía líquida de adsorción.
- Reparto. La fase estacionaria es un sólido que contiene un líquido firmemente unido a ella, por lo que la separación se produce como consecuencia de la diferencias de solubilidad de los solutos con la fase estacionaria y con la fase móvil. Dependiendo de como se disponga la  polaridad  de la fase fase móvil, existen dos modalidades de cromatografía líquida de reparto, la denominada en fase normal, si la fase móvil es apolar (disolventes orgánicos, como hexano o similares) y la fase estacionaria un relleno de tipo polar (alúmina, sílice, ...) o en fase inversa o reversa, si la fase móvil utilizada es una mezcla de agua con un disolvente orgánico polar, como el metanol o el acetonitrilo, en cuyo caso la fase estacionaria tiene que ser apolar, generalmente fases ligadas químicamente de octadecilsilano (C18) o de octilsilano (C8).
- Intercambio iónico. Los analitos iónicos positivos se intercambian con los iones H+ presentes en la fase estacionaria, que habitualmente es una resina cambiadora de iones. Para la separación de aniones se requiere una resina que intercambie iones OH-. En ambos casos, cuanto mayor es la carga o el radio iónico del soluto, más retenido estará por la fase estacionaria. Este mecanismo se separación da lugar a la técnica o modalidad cromatográfica conocida como cromatografía de iones.
- Exclusión por tamaños. Utiliza fases estacionarias porosas con diámetros controlado de poro. Según el tamaño medio del poro utilizado, las moléculas muy grandes apenas penetran en los poros, por lo que se eluyen a mayor velocidad, mientras que las moléculas de diámetros menos penetran más profundamente, tardando más tiempo en ser eluídas. Debido a esta característica, la cromatografía líquida basada en este mecanismo se conoce como cromatografía de exclusión por tamaño y es muy adecuada para la separación y estudio de proteínas, polipéptidos y otras biomoléculas de gran tamaño. A veces, cuando se emplea como excluyente una fase estacionaria de gel hinchado, la modalidad cromatografía recibe el nombre cromatografía líquida de permeación de geles o de filtración en geles.
- Afinidad. Las fases estacionarias son sólidos que tienen unidos un ligando de afinidad, como, por ejemplo un inhibidor enzimático o un anticuerpo. Este mecanismo de separación tiene gran utilidad en algunas separaciones de sustancias bioquímicas y da lugar a la modalidad conocida como cromatografía líquida de afinidad.

## Metodologías generales
En cromatografía líquida en columna, existen diferentes métodos o formas de arrastrar la muestra a través de  la columna mediante la fase móvil. Estos métodos se utilizan en función del interés particular que en cada caso quiera darse a la cromatografía líquida, variando de si se utiliza con fines preparativos, para aislar un soluto, concentrarlo o como cromatografía analítica. De acuerdo con las recomendaciones de la IUPAC sobre nomenclatura en cromatografía, estas son:
- Cromatografía frontal. La muestra se hace pasar de forma continua por la columna que contiene la fase estacionaria hasta que termina el proceso; es decir, la muestra actúa como fase móvil.  La columna se satura en primer  lugar con el  soluto  menos retenido,  que será  el primero  en salir. Transcurrido un tiempo, cuando la columna se satura del siguiente soluto menos retenido, por el extremo de la columna comienza a salir una mezcla del primer y el segundo componente y así  sucesivamente. El tiempo (o el volumen)  en el que se produce  la  salida de un soluto,  por  saturación,  es  el  tiempo  (o  el volumen)  de  ruptura, y aunque puede  ser útil  con  fines  de identificación, el principal interés de este método de desarrollo cromatográfico es el de concentrar los solutos de la muestra o la limpieza de la misma, eliminando interferentes, sobre todo si estos son los solutos más retenidos.
- Cromatografía de desplazamiento. La muestra se introduce al comienzo de la columna en un volumen tal que no se alcance la ruptura, es decir, que ninguno de los solutos de interés salga por el otro extremo. Seguidamente se hace pasar una fase móvil que contiene un compuesto que va a ser fuertemente retenido, denominado desplazante.  Este compuesto hace que los solutos retenidos en la columna fluyan hacia el otro extremo de la misma, emergiendo primero los más fáciles de desplazar que son los que menos interaccionan con la fase estacionaria. Dependiendo del volumen de muestra introducido en la columna y de la elección del desplazante, se puede llegar a obtener los solutos relativamente puros, por lo que este método de trabajo se  emplea en cromatografía  preparativa.
- Cromatografía de elución. En este procedimiento, la muestra se coloca al comienzo de la columna en un volumen relativamente pequeño, para seguidamente, hacer pasar la fase móvil de forma continua, que será la que arrastre los componentes de la muestra. Estos se van distribuyendo a lo largo de la columna en forma de bandas separadas que van avanzando a través del lecho cromatográfico a diferentes velocidades; mas rápido las bandas correspondientes a los solutos que menos interaccionan con la fase estacionaria y más lentamente cuanto mayor sea la interacción. Si esta modalidad de trabajo se lleva a cabo en columnas grandes, se utiliza con fines preparativos, para separar y aislar los compuestos. Si se emplea con columnas de pequeño tamaño y diámetro, su principal utilidad es la analítica, es decir la identificación y cuantificación de los solutos.